# Nadab (re d'Israele)
Nadab (in ebraico נָדָב, il significato letterale del nome è generoso, [Dio] è stato generoso; ... – 909 a.C.) fu il secondo re del Regno di Israele, salito al trono dopo la morte del padre Geroboamo.
Venne incoronato nel 910 a.C., durante il secondo anno di regno del re Asa (אָסָ֗א) di Giuda, e rimase sul trono di Israele per circa due anni. Infatti, nel suo secondo anno di regno, durante un assedio a Gibbethon, città filistea a sud di Dan, scoppiò una congiura all'interno del suo esercito e Nadab fu ucciso da uno dei suoi capitani, Baasa (בַּעְשָׁ֤א), che divenne così terzo re di Israele e sterminò l'intera discendenza di Geroboamo, padre di Nadab, come predetto da Achia (אֲחִיָּ֥ה) di Silo 15.29.